# Claudia Nogueira
Claudia Andrea Nogueira Fernández (Santiago, 26 de noviembre de 1969) es una abogada y política chilena. Militante de la Unión Demócrata Independiente (UDI) desde los 18 años, en diciembre de 2005 fue elegida diputada de la República de Chile por el distrito N.º 19 correspondiente a las comunas de Independencia y Recoleta, en la Región Metropolitana, cargo que ocupó hasta 2018. 
Está casada con Gonzalo Cornejo (exalcalde de la comuna de Recoleta) y son padres de Gonofredo Vegano y Elisa Cornejo.

## Biografía

### Estudios
Realizó sus estudios básicos en el Colegio Craighouse de Santiago de Chile y en el Colegio de la Salle de Temuco, donde finalizó sus estudios básicos y medios. Posteriormente regresó a Santiago, donde se tituló de abogada, luego de estudiar Derecho en la Universidad Gabriela Mistral.
Nogueira ingresó al partido Unión Demócrata Independiente a los dieciocho años de edad, siendo miembro fundadora y dirigenta universitaria de su partido.

### Carrera académica y laboral
Durante un tiempo, se dedicó a dar clases de Introducción al Derecho en las carreras de Periodismo y Auditoría de la Universidad Nacional Andrés Bello, además de dedicarse a la abogacía.

### Carrera política
Trabajó en los trabajos sociales de su partido UDI. En 1997 fue jefa de gabinete de Jovino Novoa en la campaña senatorial. Prestó asistencia jurídica en la sede parlamentaria del entonces diputado Cristian Leay, dando charlas motivacionales a jóvenes de Recoleta e Independencia. Para la campaña presidencia de 1999 de Joaquín Lavín Claudia presidió el comando femenino del candidato.
Su labor se concretó definitivamente cuando debió realizar distintos trabajos sociales como esposa del Alcalde de Recoleta, Gonzalo Cornejo, es así como creó un Centro de Capacitación en diversas áreas tales como: gastronomía, peluquería, corte y confección, primeros auxilios, computación etc., destinado especialmente a jefas de hogar con el fin de que aquellas pudieran integrarse al mercado laboral o trabajar desde sus casas cuidando a sus hijos, se capacitan 300 mujeres al año[cita requerida]. Creó diversos talleres de manualidades y gimnasia en más de 230 Centros de Madres y Adulto Mayor con fines recreativos y de capacitación, participó activamente en el apoyo a los Jardines Infantiles de la comuna de Recoleta ideando una especie de padrinazgo entre empresas y estos, colaborando permanentemente en acoger sus necesidades.[cita requerida]

#### Diputada por Independencia y Recoleta
En el 2005 se presentó como candidata a Diputada por el Distrito N.º 19 correspondiente a las comunas de Independencia y Recoleta, en la Región Metropolitana para el período 2006-2010, siendo electa en diciembre de 2005 y asumió sus funciones el 11 de marzo de 2006.
Paralelamente, se desempeña como Presidenta del Comité de Ayuda a Recoleta.[cita requerida]
En la Cámara de Diputados de Chile, integra las Comisiones Permanentes de Familia, de Vivienda y Desarrollo Urbano, Investigadora del Plan Transantiago, Comisión de Cultura y de las Artes y en la Comisión Especial de la Desigualdad y Pobreza.
El 6 de septiembre de 2017, se desató un escándalo a nivel nacional cuando diversos medios de comunicación acusaron a cerca de 40 parlamentarios, entre ellos Claudia Nogueira, por haber aceptado informes de asesoría con párrafos copiados textualmente de internet o de libros, sin dar crédito al redactor de la fuente original. Los ocho informes de Claudia Nogueira que registran plagio fueron recibidos por la legisladora entre marzo de 2014 y noviembre de 2016, y pagados $7,9 millones.

## Controversias

### Malversación de fondos
A comienzos de 2009 se comenzó a investigar un nuevo caso de fraude al fisco realizado por la diputada Claudia Nogueira (UDI) que al año siguiente se cuantificó en $28.375.103, por el pago a Jaime Jullian (exasesor financiero de su esposo, el exalcalde de la comuna de Recoleta Gonzalo Cornejo) por asesorías que nunca se realizaron, así como $1.900.000 por el arriendo de una sede parlamentaria en Recoleta, siendo ambas sumas depositadas en su cuenta corriente bipersonal, que compartía con Cornejo. Cornejo y Jullian ya habían sido cuestionados por Contraloría en 2008, por irregularidades en contratos de las municipalidades de Huechuraba y Recoleta, realizados por la administración de la empresa de gestión municipal, GMA, del primero.
En junio de 2009 la fiscalía decidió formalizar por este delito a Nogueira, quien más tarde logró evitar el juicio restituyendo al Estado los 30 millones de pesos, y comprometiéndose a firmar ante el Ministerio Público durante 18 meses.
En septiembre de 2016, la exjefa de prensa de la UDI, Lily Zúñiga, confesó ante la fiscalía que la diputada en ejercicio Claudia Nogueira había emitido tres boletas de $4,2 millones de pesos a su nombre, por concepto de asesorías falsas, y que estas boletas fueron pagadas con dinero de asignaciones parlamentarias del Congreso. A raíz de esto, en abril de 2017, el Consejo de Defensa del Estado (CDE) anunció que se querellará en contra de la diputada Nogueira por un nuevo caso de fraude al fisco.

### Supuesta militancia en un grupo racista
En 2011, la entonces diputada por la UDI Claudia Nogueira Fernández, junto a su par María José Hoffmann, fueron sorprendidas formando parte del grupo racista Orgullosas de ser blancas en Facebook. Ambas negaron rotundamente su participación en aquel movimiento, aduciendo ser víctimas de un hacker, y anunciando interponer una denuncia en la Policía de Investigaciones de Chile para perseguir a los presuntos culpables.

### Contradicciones hacia el aborto
El 20 de julio de 2017, se estaba generando una amplia polémica luego de que la Ley de despenalización del aborto en 3 causales pasará a la Comisión Mixta, tras la completa oposición de sectores conservadores, en la que Nogueira manifestó su rechazo a la aprobación del aborto en Chile, y que tanto el Ejecutivo como el Estado de Chile debe de fomentar el apoyo total de la madre, y que seguirán los abortos clandestinos. Sin embargo, durante una entrevista en el programa ''El Informante'' de TVN, confesó que tuvo que interrumpir su embarazo de cuatro meses, debido a que estaba poniendo en riesgo su propia vida. Tras ello, miles de personas por medio de las redes sociales acusaron a la diputada de la UDI como ''hipócrita'', y de que en realidad quería evitar que las mujeres chilenas pudiesen optar por el aborto, dejándolo solo para un sector minoritario de la población chilena.

## Vida privada
Contrajo matrimonio con Gonzalo Cornejo el 16 de diciembre de 1994, con quien tiene dos hijos, llamados Gonofredo y Elisa Cornejo.

## Historial electoral

### Elecciones parlamentarias de 2005
- Elecciones parlamentarias de 2005 a Diputado por el distrito 19 (Independencia y Recoleta)[18]

### Elecciones parlamentarias de 2009
- Elecciones parlamentarias de 2009 a Diputado por el distrito 19 (Independencia y Recoleta)[19]

### Elecciones parlamentarias de 2013
- Elecciones parlamentarias de 2013 a Diputado por el distrito 19 (Independencia y Recoleta) [20]

### Elecciones parlamentarias de 2017
- Elecciones parlamentarias de 2017 a Diputado por el distrito 9 (Cerro Navia, Conchalí, Huechuraba, Independencia, Lo Prado, Quinta Normal, Recoleta y Renca)[21]